# Stefano Delacroix
Stefano Delacroix, pseudonimo di Stefano Cazzato (Taranto, 16 agosto 1966), è un cantautore e scrittore italiano.

## Biografia
Alla fine degli anni ottanta è il frontman di una garage band, The Act con cui incide per la Toast Record di Giulio Tedeschi l’album Dreams aren’t useful.
Dedicatosi alla carriera di cantautore, scoperto da Mimmo Locasciulli e Maurizio Montanari, nel 1994 pubblica con l’etichetta Hobo (distribuzione Sony Music) l’album Ribelli. L'anno successivo collabora con Locasciulli, cantando nella canzone Una vita elementare, contenuta nell'album del cantautore abruzzese Uomini.
Sempre nel 1995 Alessandro Haber incide nel suo album di debutto Haberrante la canzone Che fine farò, scritta da Delacroix e Locasciulli.
Nel 1998 pubblica l'album La legge non vale (Hobo), e nel 2002 duetta nuovamente con Locasciulli in Non è stato facile, contenuta nell'album Aria di famiglia. Tra il 2007 e il 2008 pubblica i romanzi La Memoria del Mare (ed. La Riflessione) e Peristalsi (ed. Il Foglio).
Nel dicembre del 2009 pubblica Il Sesto e altri racconti psychotropic noir (Lupo editore, II° edizione 2012), seguito nel 2013 da Nigredo (i Libri di Emil) e nel giugno del 2015 Calm Beach (i Libri di Emil).
Nel 2016 compare nel disco Piccoli cambiamenti (Hobo) di Mimmo Loasciulli, dove canta insieme a Alessandro Haber e lo stesso Locasciulli il brano Che fine farò, tratto dal suo disco del ’97 La Legge non vale.
Il 10 marzo del 2019 pubblica il trattato alchemico Athanor. La scienza Segreta del Cuore (iQdB)

## Discografia

### Album
- 1986 - Dreams Aren't Useful (Toast Records; con The Act)
- 1994 - Ribelli (Hobo, 4476764 2)
- 1998 - La legge non vale (Hobo, 491285 2)